# 애버크롬비강 국립공원
애버크롬비강 국립공원(Abercrombie River National Park)은 오스트레일리아 동부 뉴사우스웨일스주의 센트럴 테이블랜드(Central Tablelands) 지역에 위치한 국립공원이다. 19,000헥타르(47,000에이커) 규모의 국립공원은 시드니에서 서쪽으로 약 120km(75마일), 오베론에서 남쪽으로 40km(25마일) 떨어진 곳에 위치해 있다.

## 특징
공원에는 사일런트 크릭과 리트리트 리버 유역뿐만 아니라 애버크롬비강의 42km 구간도 포함되어 있다. 애버크롬비 강 국립공원은 남서부 센트럴 테이블랜드(Central Tablelands) 내에 남아 있는 숲지대의 중요한 지역을 보호한다. 여기에는 뉴사우스웨일스의 서쪽 경사면뿐만 아니라 산지와 고원 종의 특징을 이루는 다양한 식물 군집이 포함되어 있다. 이 공원은 넓은 서식지 요건과 낮은 사육 밀도를 지닌 다양한 동물종에게 서식지를 제공함으로써 중서부 지역의 자연 보존에 중요한 기여를 한다. 이 공원은 아름다운 풍경 속에서 차량 여행, 부시워킹, 수영, 낚시, 피크닉, 캠핑을 즐길 수 있는 기회를 제공한다. 또한 광활한 개간된 방목지와 넓은 소나무 농장 사이의 풍경에 쾌적한 자연 휴식 공간을 제공한다.